# Spilophorus pringlei
Spilophorus pringlei är en skalbaggsart som beskrevs av Holm och Perissinotto 2010. Spilophorus pringlei ingår i släktet Spilophorus och familjen Cetoniidae. Inga underarter finns listade i Catalogue of Life.